# Nanyuan Huiyong
Nanyuan Huiyong (chiń. 南院慧顒, pinyin Nányuàn Huìyóng; kor. 남원혜옹 Namwŏn Hyeong; jap. Nan’in Egyō; wiet. Nam Viện Huệ Ngung; ur. 860, zm. 950) – chiński mistrz chan szkoły linji. Znany także jako Baoying Huiyong (寶應慧顒).

## Życiorys
Nanyuan pochodził z dawnego Hebei. Chociaż teksty o Nanyuanie znajdują się w zarówno w Chuandeng lu i Guangdeng lu, to o jego życiu wiadomo bardzo mało.
Był głównym uczniem mistrza Linjiego Yixuana. Związany był z klasztorem Baoying w Ruzhou. Przebywał w nim w „południowym budynku” (chiń. nanyuan) i stąd wzięło się jego nazwisko. W tym klasztorze jego uczniem był Fengxue Yanzhao – spadkobierca jego Dharmy.
Wnioskując z braku informacji o jego innych uczniach, można założyć, że nie miał wielu spadkobierców; na pewno jednego, chociaż Chuandeng lu wspomina także o mistrzu chan Yingqiao Anie w Ruzhou.
Mnich przyszedł po nauki. Nanyuan podniósł kij.
Mnich powiedział Dzisiaj do błąd.
Nanyuan odłożył kij.
Mnich powiedział Wciąż błąd.
Nanyuan uderzył go.
Mnich spytał Nanyuana Gdy święte i światowe przebywają w tym samym miejscu, to co wtedy?
Nanyuan powiedział Dwa koty. Jeden z nich jest dziki.

## Znaczenie mistrza i nauki
Nanyuan był typowym mistrzem tradycji linji. Stosował uderzenia kijem i ostry język. Wiele jego dialogów znajduje się w Guandeng lu.
Mistrz ten okazał się – paradoksalnie – najważniejszym mistrzem trzeciej generacji szkoły linji. Ta linia przekazu Dharmy przetrwała do dziś.

## Linia przekazu Dharmy zen
Pierwsza liczba oznacza liczbę pokoleń mistrzów od 1 Patriarchy indyjskiego Mahakaśjapy.
Druga liczba oznacza liczbę pokoleń od 28/1 Bodhidharmy, 28 Patriarchy Indii i 1 Patriarchy Chin.
- 36/9. Baizhang Huaihai (720–814)
  - 37/10. Huangbo Xiyun (zm. 850)
    - 38/11. Linji Yixuan (zm. 867)
      - 39/12. Xinghua Cunjiang (Weifu) (830–925)
        - 40/13. Nanyuan Huiyong (Baoying) (860–930)
          - 41/14. Yingqiao An (bd)
          - 41/14. Fengxue Yanzhao (896–973)
            - 42/15. Guang Huizhen (bd)
            - 42/15. Chang Xingman (bd)
            - 42/15. Shoushan Xingnian (Shengnian) (926–993)
              - 43/16. Guanhui Yuanlian (951–1036)
                - 44/17. Yang Yi (974–1020) wydał i obdarzył wstępem Chuandeng lu (1009)

              - 43/16. Shexian Guixing (bd)
                - 44/17. Fushan Fayuan (991–1067) uratował szkołę caodong przed wygaśnięciem

              - 43/16. Guangjiao Guisheng (bd)
              - 43/16. Tiefo Zhisong (bd)
              - 43/16. Guyin Yuncong (965–1032)
                - 44/17. Li Zunxu (988–1038) Guangdeng lu